# 肥遺
肥遺，是中國古代傳說中的蛇妖，見載於《山海經》中的西山經和北山經。亦有聲韻學專家認為「肥遺」跟「巴蛇」其實是同一種妖蛇。

## 形象
《山海經·北山經》載：「又北百八十里，曰渾夕之山，無草木，多銅玉。囂水出焉，而西北流注于海。有蛇一首兩身，名曰肥遺，見則其國大旱。」肥遺外貌如蛇，但同一個頭部下卻有兩條身軀。可是這形象卻與《山海經·西山經》中的近似生物不同，在西山經中的記載為：「又西六十里，曰太華之山，削成而四方，其高五千仞，其廣十里，鳥獸莫居。有蛇焉，名曰肥遺，六足四翼，見則天下大旱。」此處的肥遺蛇卻並非一首兩身，而是六足四翼。然而兩者相同之處是，每當此蛇出現時，附近封國（甚至全國）都會出現大旱災。
商代青銅器上最常見的花紋母題，是神話動物，其中具有代表性的一種就是肥遺。

## 外部連結
- 招災引禍的怪鳥怪獸 （页面存档备份，存于）